# Верцаго (Комо)
Верцаго је насеље у Италији у округу Комо, региону Ломбардија.
Према процени из 2011. у насељу је живело 362 становника. Насеље се налази на надморској висини од 392 м.